# Sinopodophyllum hexandrum

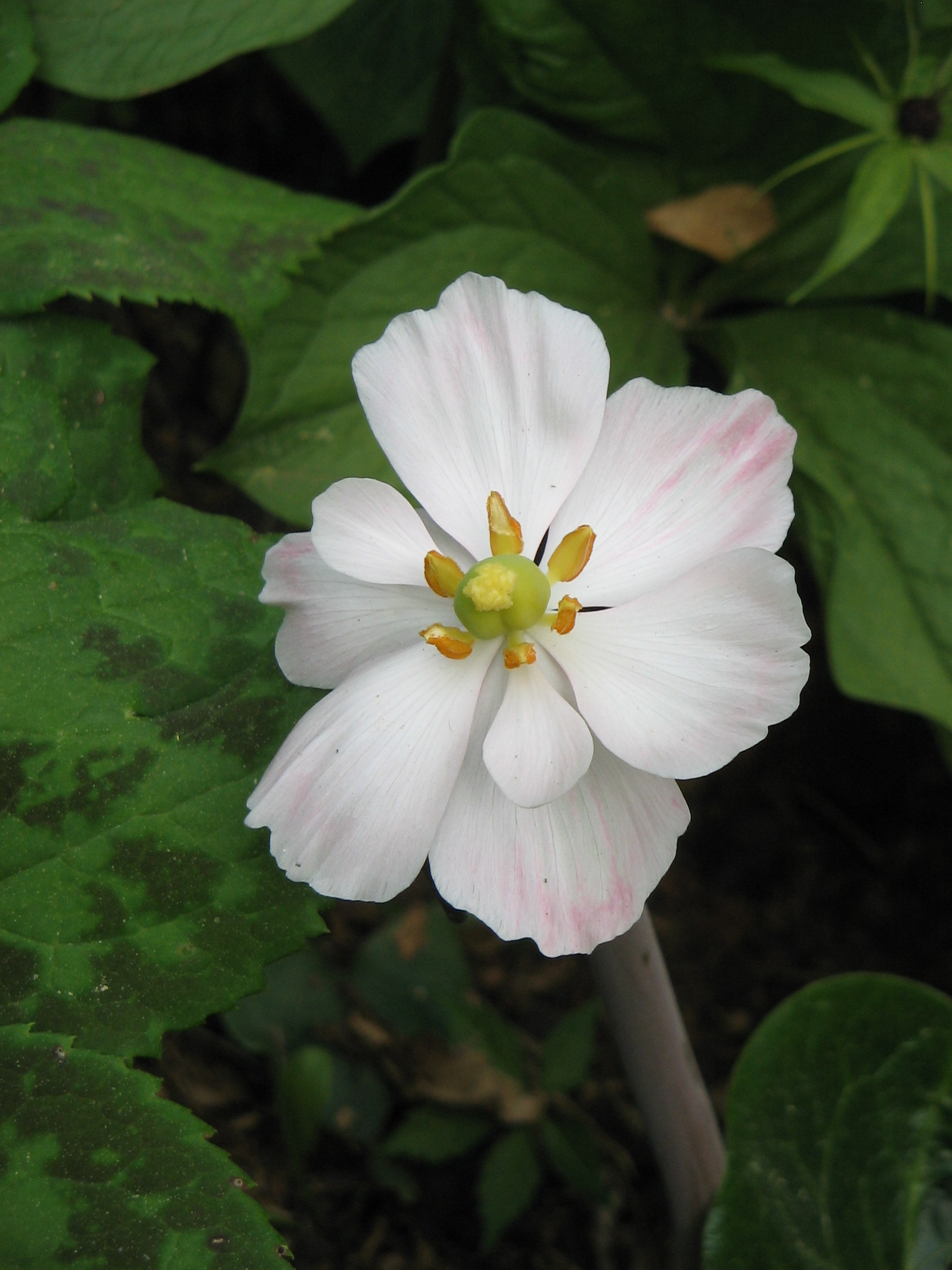
Kwiat

Sinopodophyllum hexandrum – gatunek byliny z monotypowego rodzaju Sinopodophyllum. Występuje w Azji od północnego Afganistanu, przez Pakistan, północne Indie, Nepal, Bhutan po Chiny. Rośnie w lasach, zaroślach i na łąkach na wysokościach od 2200 do 4300 m n.p.m.

## Morfologia
PokrójRoślina z tęgim kłączem, o krótkich międzywęźlach. Pęd nadziemny pojedynczy, nagi, prosto wzniesiony, o wysokości 0,2–0,5.
LiścieDwa, osadzone na ogonku długości 10–25 cm. Blaszka liściowa od spodu owłosiona, z wierzchu naga. Pojedyncza, zaokrąglona, o wymiarach 11–20 × 18–30 cm. U nasady blaszka jest sercowata, poza tym dłoniasto-klapowana, wcinana do połowy. Klapy na szczycie zaostrzone, poza tym blaszka całobrzega lub ząbkowana.
KwiatyPojedyncze, rozwijają się przed liśćmi, obupłciowe, okazałe. Szybko odpadających działek kielicha jest sześć. Płatki korony jasnoróżowe, jajowate o długości 2,5–3,5 cm i szerokości 1,5–1,8 cm, lekko wgłębione na szczycie. Pręciki z nitkami nieco krótszymi (4–6 mm) od równowąskich pylników (5–7 mm). Słupek pojedynczy, krótki (długości 1–3 mm), zalążnia owalna, jednokomorowa, z licznymi zalążkami.
OwoceCzerwone, jajowato-kuliste, wielonasienne jagody o wymiarach 4–7 × 2,5–4 cm.

## Systematyka
Pozycja systematyczna według APweb (aktualizowany system APG III z 2009)
Rodzaj należy do podrodziny Podophylloideae, rodziny berberysowatych (Berberidaceae) zaliczanej do jaskrowców (Ranunculales).